# Invarianzkonzept
Das Invarianzkonzept (auch Konzept der Erhaltung) ist ein lern- und entwicklungspsychologisches Konzept nach Jean Piaget. Es beschreibt die Vorstellung, dass ein oberflächliches Ändern der Erscheinungsform eines Objektes dessen prinzipielle Eigenschaften nicht berührt.
Das Invarianzkonzept steht insbesondere im Zusammenhang mit der Tendenz zur Zentrierung bei Kindern im präoperationalen Stadium (vgl. Stufenmodell der kognitiven Entwicklung nach Piaget), also im Alter von zwei bis sieben Jahren. Diese verfügen in der Regel nicht über Invarianzkonzepte. Zur experimentellen Überprüfung von Invarianzkonzepten bestehen mehrere Möglichkeiten. So können Kindern etwa zwei gleichermaßen gefüllte Gläser Orangensaft gezeigt werden. Nachdem die Kinder bestätigt haben, dass sich in beiden Gläser gleich viel Flüssigkeit befindet, wird das eine Glas vom Versuchsleiter in ein schmaleres und höheres Glas mit derselben Füllmenge umgefüllt. Die Kinder behaupten nun in der Regel, dass sich im schmalen, hohen Glas mehr Orangensaft befände, als im gewöhnlichen Glas. Das Fehlen von Invarianzkonzepten wird mit der im präoperationalen Denken typischen Zentrierung erklärt, die im nächsten Stadium kognitiver Entwicklung, dem konkret-operationalen Stadium, überwunden wird (vgl. Stufenmodell der kognitiven Entwicklung nach Piaget).